# The Maccabees
I The Maccabees sono una band indie rock inglese di Brighton, originari di Londra. Ad oggi hanno pubblicato quattro album: Color It In nel 2007, seguito da Wall of Arms nel 2009, Given to the Wild che è stato distribuito il 9 gennaio 2012 e il loro ultimo album Marks to Prove It pubblicato il 31 luglio 2015. La band ha annunciato di aver deciso di sciogliersi nell'agosto 2016. Nel 2024 hanno annunciato la re-union, prevista per il 2025 con una serie di concerti.

## Storia del gruppo
Il gruppo si è formato a partire dall'amicizia tra Orlando Weeks e Robert Dylan Thomas nel 2003 ed è stato completato con gli ingressi di Hugo White, suo fratello Felix e Rupert Jarvis.
Il nome del gruppo (in italiano Maccabei) è stato scelto sfogliando la Bibbia e scegliendo una parola a caso. Nonostante abbiano un nome di ispirazione religiosa, il frontman del gruppo, Orlando Weeks, ha dichiarato durante un'intervista che nella band non c'è nulla di religioso.
I primi due singoli dei Maccabees, X-Ray e Latchmere, usciti tra il 2005 e il 2006, sono stati trasmessi in alcune radio inglesi, ma non hanno avuto un grande risalto a livello internazionale. Il video del secondo singolo, invece, dopo essere stato inserito su YouTube, ha avuto un notevole successo su internet.
Dopo aver firmato un contratto con la Fiction Records, nel maggio del 2007 pubblicano il loro primo album, Colour It In. Con il singolo First Love riescono per la prima volta ad entrare nella Official Singles Chart, posizionandosi al 40º posto. Con il successivo About Your Dress raggiungono il 33º posto nelle classifiche di vendita inglesi. Dopo l'uscita del loro primo album, hanno intrapreso un tour negli Stati Uniti insieme ai Bloc Party e successivamente, a partire da ottobre 2007, un tour per tutto il Regno Unito.
A maggio 2009 è uscito il loro secondo album, Wall of Arms, che ha raggiunto il 13º posto nelle classifiche di vendita inglesi. Il disco è prodotto da Markus Draves (già con Björk e Arcade Fire) ed è trascinato dal singolo Love You Better. Con questo album partecipano a diversi festival europei (Reading & Leeds, BBK Bilbao, Pinkpop Festival) e accompagnano in tour gli Editors fino a fine 2010.
Dopo un anno e mezzo di lavoro e tour, il 4 ottobre 2011 la band annuncia attraverso il suo sito che il loro terzo album, Given to the Wild, sarà pubblicato il 9 gennaio 2012
Il primo singolo del nuovo album è Pelican, che viene presentato per la prima volta il 15 novembre 2011 durante una sessione live alla BBC Radio 1. Il terzo disco della carriera del gruppo è curato da una schiera di produttori: Tim Goldsworthy, Bruno Ellingham, Jag Jago, Sean Julliard e Cenzo Townshend. Il risultato è una minuziosa miscela di rock ed elettronica. Il disco entra al 4º posto nelle classifiche inglesi e suggella l'ingresso del terzo fratello White (dopo Hugo e Felix), ossia Will, come turnista alle tastiere.
La band intraprende poi un tour che tocca Nord America, Europa, Australia e Giappone insieme a Florence and the Machine e ai The Black Keys. Inoltre Given to the Wild viene nominato "disco dell'anno" ai Mercury Prize 2012 e vince gli NME Awards 2013.
Nel maggio 2012 Orlando Weeks ufficializza la nascita del progetto parallelo Young Colossus, che vede la collaborazione della giovane cantautrice londinese Alessi's Ark e del produttore Nic Nell. Il gruppo lancia un EP intitolato proprio Young Colossus (edizione limitata di 1500 copie) attraverso la Chrysalis Music Ltd.
L'8 agosto 2016 i componenti annunciano lo scioglimento della band tramite un post su Facebook.
Il 23 ottobre 2024, con un post sui social, hanno annunciato la re-union. Questa è prevista per il 2025, con una serie di concerti in Europa che culmineranno in una data a Londra come headliner del festival All Points East.

## Formazione

### Formazione attuale
- Orlando Weeks - voce, chitarra
- Hugo White - chitarra
- Felix White - voce, chitarra
- Rupert Jarvis  - basso
- Sam Doyle - batteria

Robert Dylan Thomas ha lasciato la band nel 2008 per entrare in riabilitazione, e per questo Sam Doyle lo ha sostituito nel tour del 2009 per l'album Wall of Arms e da lì in poi per tutto il resto del periodo attivo della band.
Felix e Hugo White sono fratelli. Un altro loro fratello, Will White, è il cantante e chitarrista di un'altra indie band, i Talk Taxis.

## Discografia

### Album in studio
- 2007 - Colour It In
- 2009 - Wall of Arms
- 2012 - Given to the Wild
- 2014 - Marks to Prove It

### Singoli
- 2005 - X-Ray
- 2006 - Latchmere
- 2006 - Precious Time
- 2006 - First Love
- 2007 - About Your Dress
- 2007 - Precious Time
- 2008 - Toothpaste Kisses
- 2009 - No Kind Words
- 2009 - Love You Better
- 2009 - Can You Give It?

### EP
- 2004 - You Make Noise, I Make Sandwiches
- 2007 - Toothpaste Kisses